# Дедов, Афанасий Лукьянович
Афанасий Лукьянович Дедов — советский хозяйственный, государственный и политический деятель.

## Биография
Родился в 1913 году в селе Дмитряшевка, Хлевенского района, Липецкой области. Член ВКП(б) с 1932 года (партбилет №00000060).
1924-1927 гг. - пастух, село Дмитряшевка, Хлевенского района, Липецкой области.
1927-1929 гг. - учащийся школы крестьянской молодежи, село Конь-Колодезь, Хлевенского района Липецкой области.
1929-1932 гг. - студент сельскохозяйственного техникума, село Конь-Колодезь, Хлевенского района, Липецкой области.
1932-1933 гг. - секретарь партбюро техникума, село Конь-Колодезь, Хлевенского района, Липецкой области.
1933-1934 гг. - студент института механизации сельского хозяйства, г. Ленинград.
1934-1937 гг. - помощник, заместитель начальника политотдела Октябрьского совхоза Куйбышевского района, Новосибирской области.
1937-1938 гг. - секретарь Куйбышевского райкома ВЛКСМ, Новосибирской области.
1938-1939 гг. - зав. отделом крестьянской молодежи Новосибирского обкома комсомола.
1939-1940 гг. - ответственный редактор Новосибирской областной комсомольской газеты.
1940-1942 гг. - слушатель высшей партийной школы при ЦК КПСС, г. Москва.
1942-1944 гг. - инструктор, ответственный организатор Управления кадров ЦК КПСС, г. Москва.
1944-1946 гг. - второй секретарь Витебского обкома партии Беларуси.
1946-1946 гг. - второй секретарь Минского обкома партии Беларуси.
1946-1948 гг. - заместитель заведующего отделом кадров парторганизации Управления кадров ЦК КПСС, г. Москва.
1948-1951 гг. - заместитель заведующего отделом партийных, профсоюзных и комсомольских органов ЦК КПСС, г. Москва.
1951-1952 гг. - заведующий транспортным отделом ЦК КПСС, г. Москва.
1952-1953 гг. - заместитель заведующего отделом ЦК КПСС по подбору и распределению кадров, г. Москва.
1953-1954 гг. - заведующий отделом административных и торгово-финансовых органов ЦК КПСС, г. Москва.
1954-1955 гг. - заведующий административным отделом ЦК КПСС, г. Москва.
1955-1957 гг. - Министр государственного контроля РСФСР.
Избирался депутатом Верховного Совета СССР 3-го созыва.
Умер в 1961 году. Похоронен на Новодевичьем кладбище г. Москвы.

## Награды
- Орден Трудового Красного Знамени.
- Медали:
  - Медаль «За оборону Москвы».
  - Медаль «За победу над Германией в Великой Отечественной войне 1941—1945 гг.».
  - Медаль «За доблестный труд в Великой Отечественной войне 1941—1945 гг.».
  - Медаль «В память 800-летия Москвы».

## Семья
- Жена - Иванова Зинаида Ивановна (1912-2008).
- Дети:
  - Дедов Виктор Афанасьевич (1936-2006);
  - Лашева (Дедова) Галина Афанасьевна (1939-2003);
  - Дедов Владимир Афанасьевич (род. 1945);
  - Шорикова (Дедова) Ольга Афанасьевна (род. 1950).